# Rakuten Hand 5G
Rakuten Hand 5Gは、楽天モバイルが2022年2月11日に発売した、Android搭載5Gスマートフォンである。

## 概要
楽天モバイルは、2022年2月10日にRakuten Mini、Rakuten BIG、Rakuten Hand、Rakuten BIGsに続く楽天オリジナルスマートフォンの第5弾として、楽天モバイルオリジナルの5G対応端末で3機種目のRakuten Hand 5Gを発表した。
2022年2月14日から楽天モバイル公式サイト、楽天モバイル公式 楽天市場店および全国の楽天モバイルショップにて、39,800円（税込）で発売された。

## デザイン

### カラーバリエーション
カラーはホワイト、ブラック、クリムゾンレッドの3色を展開している。
| カラー | カラーネーム     |
| ------ | ---------------- |
|        | ホワイト         |
|        | ブラック         |
|        | クリムゾンレッド |

## 仕様
4×4MIMOに対応し、5G（Sub-6）の通信に対応している。
メインメモリは4GB、内部ストレージは128GBとなっている。
ただし、microSDによる外部ストレージの増設には非対応である。
詳細スペックに関しては、以下「技術仕様」を参照。

## Rakuten Handとの比較
| 比較項目                  | Rakuten Hand                                  | Rakuten Hand 5G                        | 比較結果                   |
| ------------------------- | --------------------------------------------- | -------------------------------------- | -------------------------- |
| 本体サイズ                | 約138 x 約63 x 約9.5(mm)                      | 約138 x 約63 x 約9.5(mm)               | -                          |
| 重量                      | 約129g                                        | 約134g                                 | Handが5g軽量               |
| ディスプレイサイズ / 種類 | 約5.1インチ / 有機EL                          | 約5.1インチ / AMOLED                   | -                          |
| ディスプレイ解像度        | HD+ / 1,520 × 720                             | HD+ / 1,520 × 720                      | -                          |
| SoC                       | Qualcomm® Snapdragon™ 720G                    | Qualcomm® Snapdragon™ 480              | Hand 5Gの大幅性能向上      |
| 初期搭載OS                | Android™ 10                                   | Android™ 11                            | -                          |
| メインメモリ              | 4GB                                           | 4GB                                    | -                          |
| 内部ストレージ            | 64GB                                          | 128GB                                  | Hand 5Gがストレージ増加    |
| 防水 / 防塵               | IPX2 / IP5X                                   | IPX8 / IP6X                            | Hand 5Gが大幅に強化        |
| 通信                      |                                               |                                        |                            |
| 通信方式                  | 3G / 4G                                       | 3G / 4G / 5G〔Sub-6〕                  | Hand 5Gが5G〔Sub-6〕に対応 |
| Bluetooth                 | Ver.5.0                                       | Ver.5.1                                | Hand 5Gが進化              |
| カメラ（背面）            |                                               |                                        |                            |
| 画素数                    | 約4,800万画素 (広角) + 約200万画素 (深度測位) | 約6,400万画素 + 約200万画素 (深度測位) | Hand 5Gが画質向上          |
| デジタルズーム            | 4倍                                           | 5倍                                    | Hand 5Gが性能向上          |
| ISO感度（最大）           | 2,400                                         | 7,200                                  | Hand 5GがISO感度強化       |
| その他                    |                                               |                                        |                            |
| ハイレゾ・オーディオ      | 非対応                                        | 対応                                   | Hand 5Gがハイレゾ対応      |

## 技術仕様

### 基本スペック[2]
メーカー
楽天モバイル株式会社
製品名
Rakuten Hand 5G
色
ホワイト / ブラック / クリムゾンレッド
サイズ
約138 x 約63 x 約9.5 (mm)
重量
約134g
ディスプレイ
サイズ / 種類
約5.1インチ / AMOLED
解像度
HD+ / 1,520 × 720
CPU
Qualcomm® Snapdragon™ 480 / オクタコア 2.2GHz + 2.0GHz + 1.9GHz + 1.8GHz
OS
Android™ 11
内蔵メモリ（RAM / ROM）
4GB (RAM) / 128GB (ROM)
外部メモリ
非対応
バッテリー容量
2,630mAh
ワイヤレス充電
非対応
連続待受時間
LTE
約343時間
3G
約399時間
GSM
非対応
連続通話時間
LTE
約26.6時間
3G
約18.18時間
GSM
非対応
通信速度
LTE 受信時
400Mbps
LTE 送信時
102Mbps
Sub6 受信時
2,200Mbps
Sub6 送信時
142Mbps
SIM
eSIM x 2
ワンセグ / フルセグ
非対応 / 非対応
おサイフケータイ
対応
NFC
対応
防水 / 防塵
対応 (IPX8 / IP6X)
耐衝撃
非対応
生体認証（指紋 / 顔）
対応 / 対応
急速充電
対応
付属品
USB Type-C ケーブルx1 / 3.5mmイヤホン変換アダプターx1 / クイックスタートガイド （保証書） / 安全上のご注意

### 通信
4x4 MIMO
対応
256 QAM
対応
Wi-Fi
IEEE802.11 a/b/g/n/ac
テザリング
10台
Bluetooth
Ver.5.1
赤外線通信
非対応

### カメラ（背面）
解像度
約6,400万画素 + 約200万画素 (深度測位)
オプティカルズーム（写真 / 動画）
非対応
デジタルズーム（写真 / 動画） ※最大
約5倍 / 5倍
手振れ補正（写真 / 動画）
非対応 / 非対応
オートフォーカス
対応
F値
f/1.8
ISO（最大）
7,200
HDR
対応
LEDフラッシュ
対応
AIカメラ
対応

### カメラ（前面）
解像度
約1,600万画素
オプティカルズーム（写真 / 動画）
非対応
デジタルズーム（写真 / 動画） ※最大
約2倍 / 2倍
手振れ補正（写真 / 動画）
非対応 / 非対応
オートフォーカス
非対応
F値
f/2
ISO（最大）
4,800
HDR
対応
LEDフラッシュ
非対応
AIカメラ
非対応

### その他
ハイレゾ・オーディオ
対応
緊急速報機能
対応
イヤホンマイクジャック
非対応
USB
USB Type-C / USB 2.0
GPS
対応
動画コーデック
H.263 / H.264 / H.265 / MPEG-4 Video / VP8 / VP9

### 対応周波数
5G (Sub6)
Band n77 (3.8GHz)
5G (ミリ波)
非対応
4G FDD-LTE
Band 1 (2.1GHz) / Band 2 (1.9GHz) / Band 3 (1.8GHz) / Band 4 (1.7GHz/2.1GHz AWS) / Band 5 (850MHz) / Band 7 (2.6GHz) / Band 8 (900MHz) / Band 12 (700MHz) / Band 17 (700MHz) / Band 18 (800MHz) / Band 19 (800MHz) / Band 26 (800MHz) / Band 28 (700MHz APT)
4G TD-LTE
Band 38 (2.6GHz) / Band 40 (2.3GHz) / Band 41 (2.5GHz) / Band 42 (3.4GHz)
3G WCDMA
Band I (2.1GHz) / Band II (1.9GHz) / Band IV (1.7GHz/2.1GHz AWS) / Band V (850MHz) / Band VI (800MHz) / Band X IX (800MHz)
2G GSM
非対応

## 問題点

### マイナンバーカードが読み込めない(2023年9月現在読み取れる）
rakuten handのgoogle playでマイナポイントアプリを検索してもアプリ一覧には表示されず、urlからインストールページを表示しても「お使いのデバイスはこのバージョンには対応していません」と表示されインストールできない。
マイナポイントアプリ以外の処理（ブラウザを利用した銀行口座開設時の認証など）でのマイナンバーカード読み取りもできない。